# دبليو. غريغوري هاتشر
دبليو. غريغوري هاتشر (بالإنجليزية: W. Gregory Hatcher)‏ هو محامي أمريكي، ولد في 7 سبتمبر 1876 في مقاطعة كومبرلاند في الولايات المتحدة، وتوفي في 26 نوفمبر 1960.